# Moxie (bebida)
Moxie es una marca de bebidas carbonatadas que figura entre las primeras gaseosas de producción masiva en los Estados Unidos. Fue creada hacia 1876 por Augustin Thompson como un medicamento patentado llamado Moxie Nerve Food y se producía en Lowell (Massachusetts). Es un refresco dulce con un gusto similar a la zarzaparrilla, pero con un dejo amargo. Está saborizado con extracto de raíz de genciana, una sustancia amarga en extremo, que suele utilizarse en herbología.
En el 2005, Moxie fue designado como el refresco oficial del estado de Maine. En la actualidad, sigue siendo popular en la región, sobre todo en los estados de Nueva Inglaterra. Anteriormente era producido por Moxie Beverage Company de Bedford (Nuevo Hampshire), hasta que fue adquirido por The Coca-Cola Company en 2018.
El nombre moxie ha entrado al vocabulario del inglés estadounidense como un sustantivo que significa energía, determinación y osadía.

## Historia
Augustin Thompson desarrolló Moxie hacia 1876 como un medicamento patentado llamado «Moxie Nerve Food», en Lowell, Massachusetts. Según Thompson, la bebida contenía un extracto de una planta poco común que no tenía nombre y era originaria de Sudamérica. Hoy en día, se sabe que se trata de la raíz de genciana. El autor estadounidense Mark Pendergrast dice en su libro For God, Country, and Coca-Cola que Thompson aseveraba que la bebida era especialmente eficaz contra paralysis, softening of the brain, nervousness, and insomnia. Mientras que en su libro Fizz: How Soda Shook Up the World, el periodista británico Tristan Donovan agrega otras afirmaciones hechas por Thompson en cuanto a las propiedades curativas de la bebida: could recover brain and nervous exhaustion, loss of manhood, imbecility and helplessness (...) restoring the appetite, banishing tiredness, and curing alcoholism. Además, Thompson explicó que el nombre de la bebida era en homenaje a un supuesto amigo suyo, el teniente Moxie quien, según dijo, había descubierto la planta y la usaba como panacea. Otras fuentes indican que el nombre del amigo de Thompson podría haber sido Mocksey o Mocksy, aunque luego se encontró que estas aseveraciones carecían de fundamento. Luego, la compañía que fundó Thompson continuó propagando historias legendarias acerca de los orígenes de la palabra. Lo más probable es que tenga sus raíces en una palabra de la lengua abenaki que significa «agua oscura» y que puede hallarse en los nombres de lagos y ríos en el estado de Maine, donde nació y creció Thompson.
Al cabo de unos años, Thompson agregó agua carbonatada a la fórmula y le cambió el nombre al producto a «Beverage Moxie Nerve Food». Ya para 1884, vendía Moxie en botellas y a granel como jarabe para dispensadores de refresco. En 1885, obtuvo una marca registrada para el término. La comercializó como a delicious blend of bitter and sweet, a drink to satisfy everyone's taste. Thompson falleció en 1903.
En 1907, la empresa Moxie Nerve Food Company de Nueva Inglaterra presentó una demanda en Boston contra la empresa Modox Company y terceras partes, en la que alegaba que estos habían copiado los ingredientes de Moxie, que estaban usando el nombre «Modox»—que se parece mucho a «Moxie»—y que así estaban infringiendo patentes y marcas registradas. El juez desestimó la demanda y dijo que el tribunal no podía proteger la parte legítima del negocio del demandante en este caso. Más adelante, en un caso en Nueva York, Moxie Nerve Food Company ganó una demanda contra Modox, empresa que fue a la quiebra posteriormente.

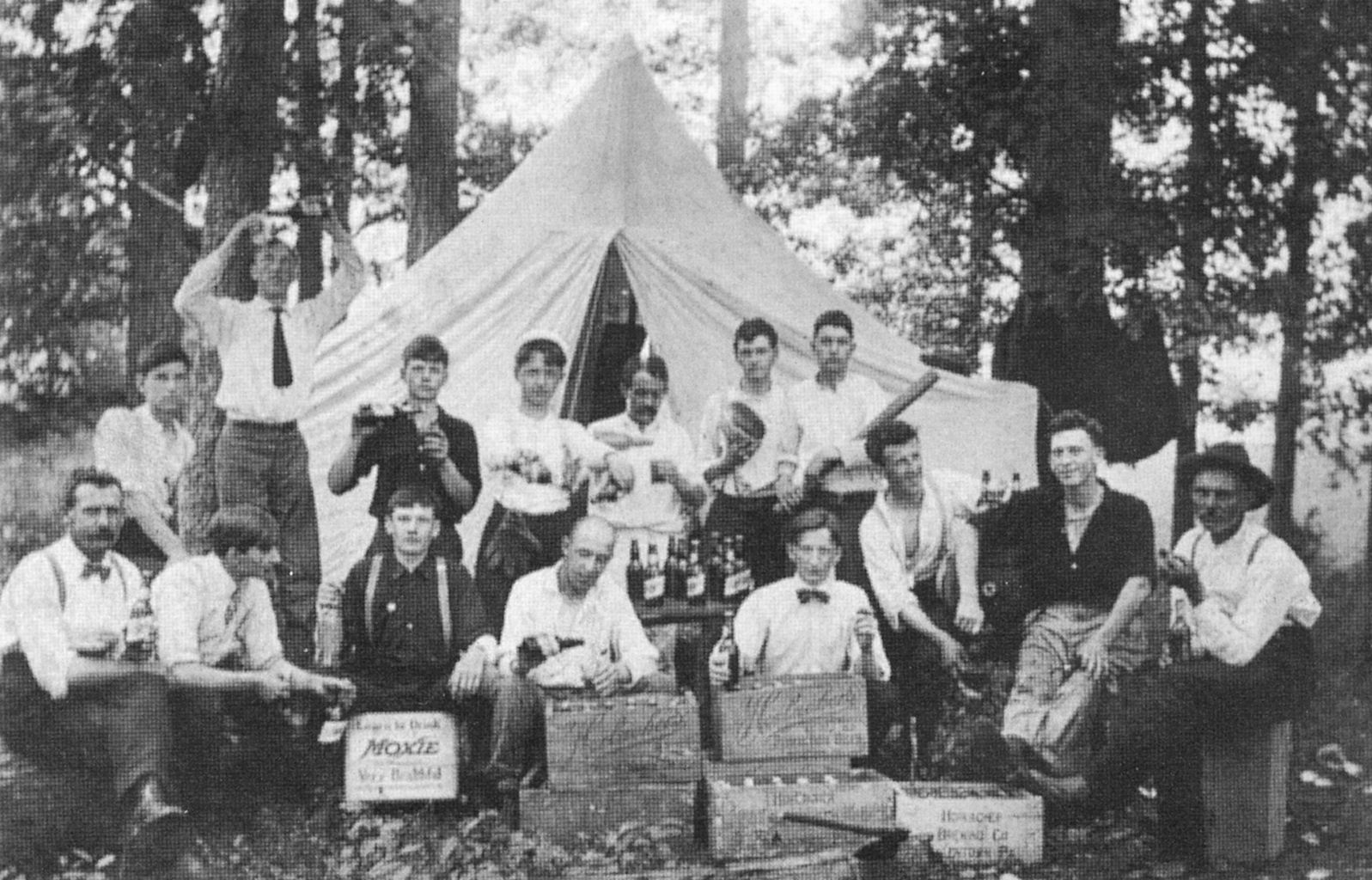
Un grupo de amigos de Allentown (Pensilvania), con una caja de Moxie en la celebración del Día de la Independencia de los Estados Unidos en 1913.

La bebida era una de las favoritas del presidente Calvin Coolidge y, además, el beisbolista de los Medias Rojas de Boston Ted Williams la promocionó en la radio y en los periódicos. La compañía también comercializó una bebida llamada «Ted's Root Beer» a principios de la década de 1960. El escritor E. B. White afirmó en una ocasión que Moxie contains gentian root, which is the path to the good life.
La marca experimentó una considerable caída en ventas durante la década de 1930, la época de la Gran Depresión.
La empresa Catawissa Bottling Company de Catawissa (Pensilvania), es una de seis plantas embotelladoras en los Estados Unidos que producen Moxie. Catawissa la ha producido desde 1945, mientras que Polar Beverages también embotella Moxie en Worcester (Massachusetts) y Orca Beverage hace lo mismo en Mukilteo (Washington).

### Desde 1962

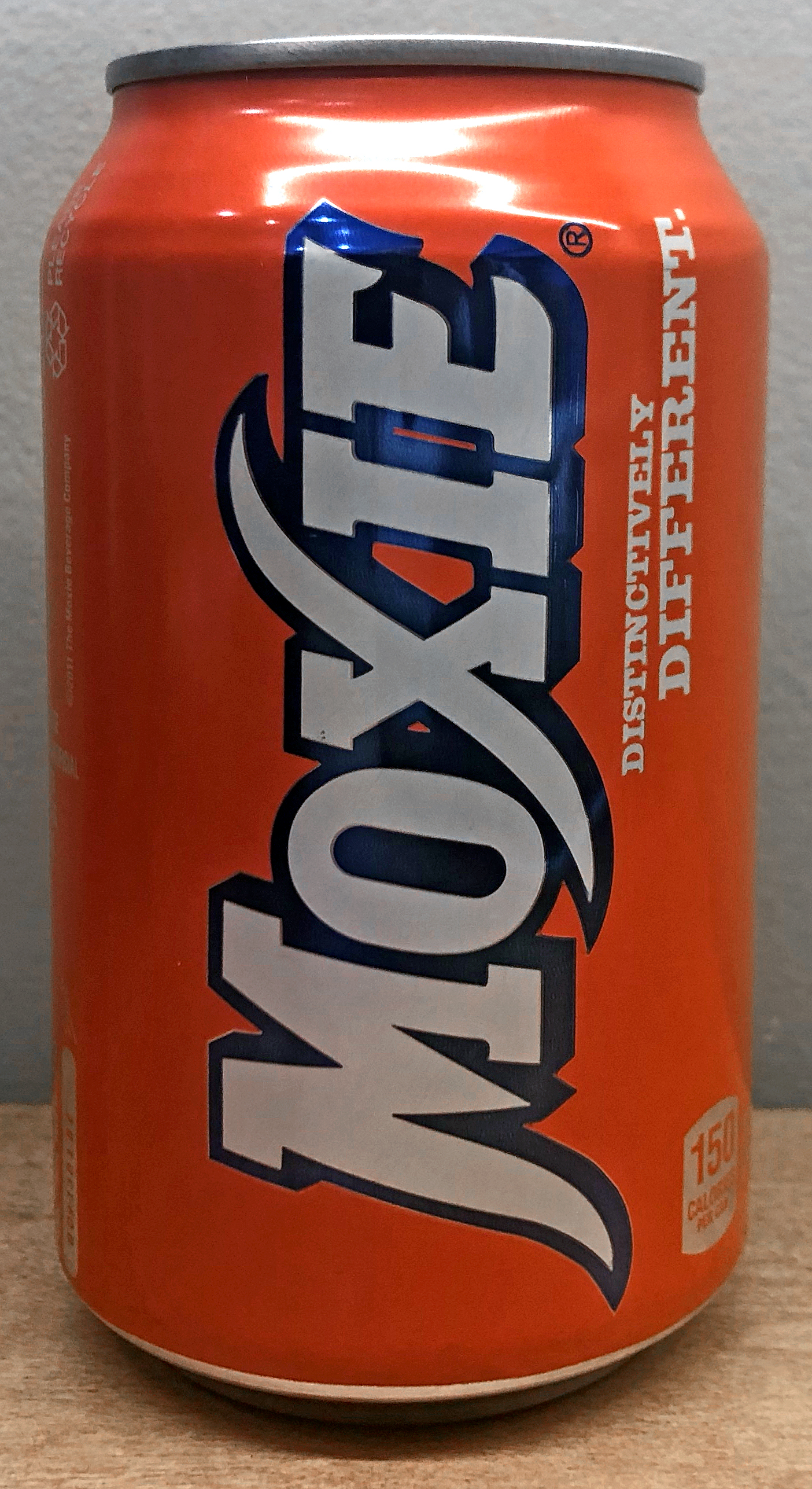
Una lata de Moxie de 2018

La bebida sin azúcar Diet Moxie se lanzó en 1962, más o menos al mismo tiempo que la revista Mad empezó a colocar el logotipo de Moxie en el fondo de sus artículos para darla a conocer al público. Como resultado de la promoción en la revista, las ventas del refresco aumentaron en un 10%, lo que dio lugar a la campaña «Mad About Moxie».
En 1966, la empresa Monarch Beverage Company de Atlanta compró la marca Moxie. Luego, en el 2007, Monarch la vendió a su propietario anterior, Cornucopia Beverages de Bedford (Nuevo Hampshire), que a su vez es propiedad de Coca-Cola Bottling Company of Northern New England, una filial de Kirin Brewery Company, a su vez una filial de Kirin Company, Limited, y esta a su vez es una filial de Kirin Holdings Company, Limited, con sede en Tokio, Japón (miembro del keiretsu Mitsubishi).
Al justificar su decisión de incrementar sus esfuerzos para distribuir el producto, Cornucopia se refirió a las crecientes peticiones por parte de aficionados de Moxie de todo el país. En el 2007, puso en marcha ventas piloto en Florida. Luego, en el 2010, le concedió la distribución en ese estado a la empresa Florida Micro Beverage Distributors.
Más tarde, en el 2011, Cornucopia comenzó a operar bajo el nombre comercial Moxie Beverage Company para distribuir Moxie y productos con la marca Moxie. Se creó un sitio web, DrinkMoxie.com, para promocionar la bebida. Se crearon recetas de comidas y bebidas con Moxie como ingrediente.
La demanda de Moxie ha disminuido en años recientes, aunque la marca persiste en Nueva Inglaterra y Pensilvania.
El 28 de agosto de 2018, The Coca-Cola Company anunció la compra de Moxie a Coca-Cola Bottling Company of Northern New England Inc. por una cantidad no especificada.

## Publicidad

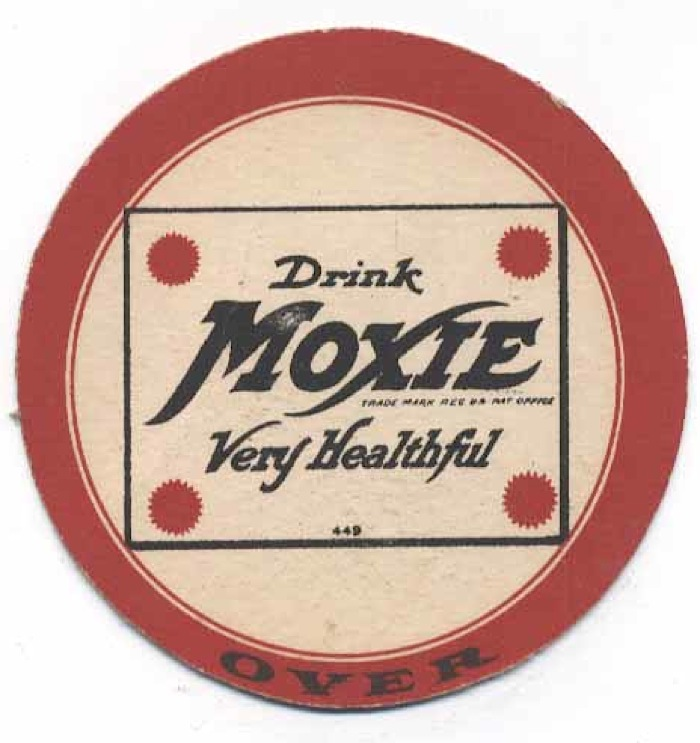
Logotipo de Moxie en un posavasos para darle publicidad a la bebida (1907).

La publicidad de Moxie en el siglo XIX y principios del XX destacaba que Moxie era una bebida saludable y «alimento para los nervios».
En la publicidad del producto, la empresa usaba jingles que decían Make Mine Moxie!,  el eslogan Just Make It Moxie for Mine  y un logotipo con la figura del Moxie Man.  Este Hombre Moxie ha aparecido en las etiquetas de alguna u otra forma desde 1907 y la imagen de un hombre con el dedo apuntando hacia adelante, que es la que más se relaciona con la marca, se introdujo por primera vez en 1911. Al parecer, la identidad del Hombre Moxie o Moxie Boy —como se le llamaba en la década de 1920—no se conocía en esa época. Durante muchos años, hubo un mito urbano que decía que Frank M. Archer—el director general y presidente de la junta de Moxie Company— era el modelo del Hombre Moxie, pero habría tenido alrededor de 50 años de edad en 1911, cuando se introdujo el personaje, lo que desmiente esta teoría. La compañía, bajo Archer, incluso lanzó un concurso para que el público investigara la identidad del Hombre Moxie: In almost every town and city in the United States there is someone who believes they know the original of the Moxie Boy. In view of the many thousands of different opinions on this subject, we may offer a prize to the person who picks the actual boy, furnishing us photographic proofs, etc.  En años recientes, un grupo que se hace llamar The New England Moxie Congress pudo averiguar que el hombre probablemente sirvió de modelo para los litógrafos que imprimieron estos anuncios publicitarios. Con cierta seguridad, el grupo propuso que el Chico Moxie había sido un tal John T. Chamberlin de Revere (Massachusetts).
En el 2010, el logotipo con el Hombre Moxie se retiró de las etiquetas durante un breve período por considerarse demasiado anticuado. Un año después, en respuesta a las quejas de aquellos que habían sido clientes por muchos años, la empresa decidió volver a usar el logotipo.

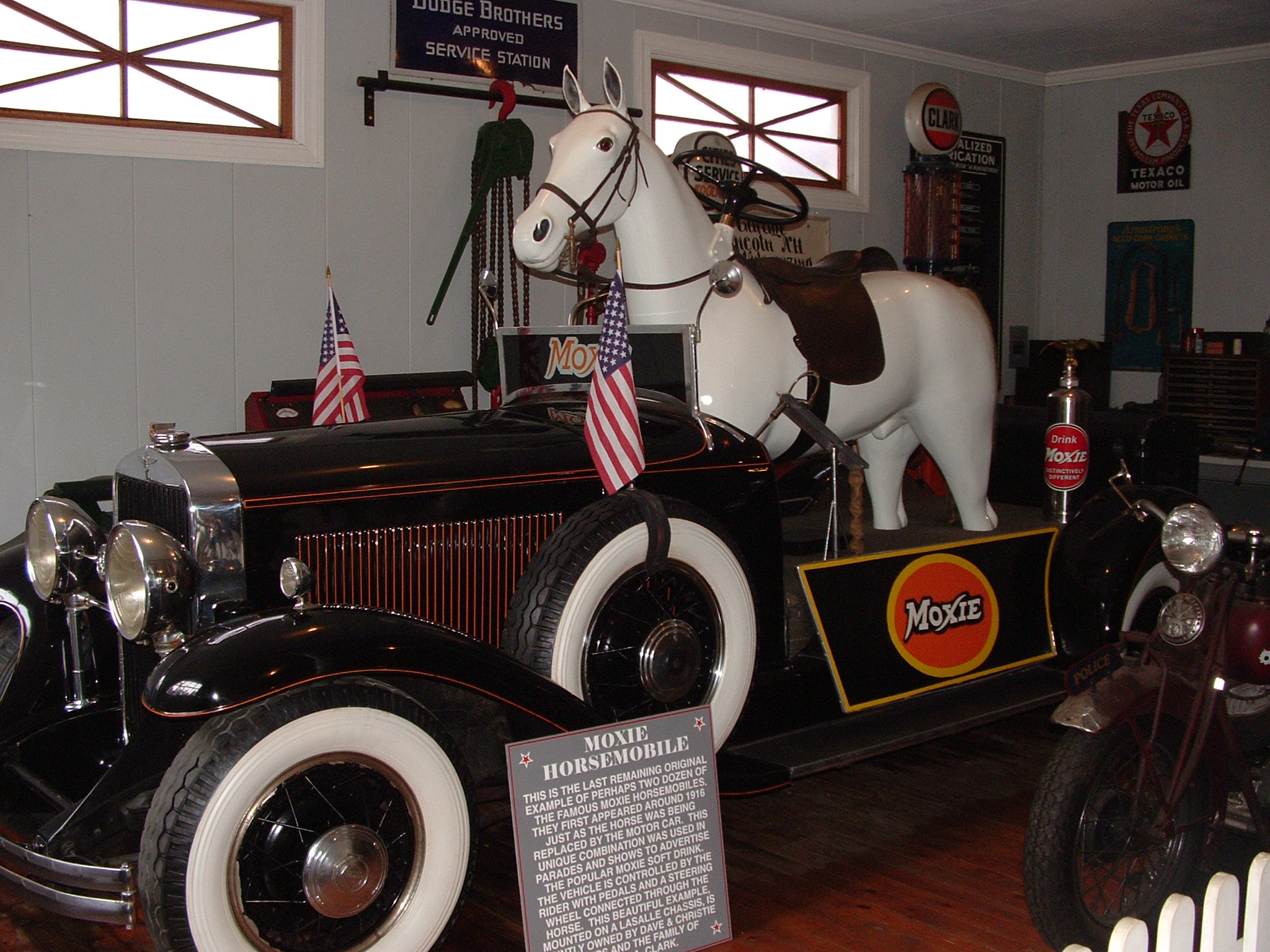
Moxie Horsemobile. Este se construyó sobre un sedán LaSalle. Se encuentra en exhibición en Clark's Trading Post en Lincoln, Nuevo Hampshire.

Una herramienta publicitaria muy singular fue el «Moxie Horsemobile»,  un automóvil modificado cuyo conductor iba sentado sobre el modelo de un caballo de gran tamaño, una especie de juego de palabras alrededor de la frase «carruaje sin caballos», que surgió a partir de una idea que tuvo Frank M. Archer y que patentó en 1917. Los primeros «Horsemobiles» se comercializaron hacia 1918. Un «Moxie Horsemobile» modelo Rolls-Royce de 1935 se vendió por 50 000 dólares en una subasta en el 2011, mientras que en el 2021, un Ford Modelo A de 1929 se vendió por 61 290 dólares en otra subasta. La compañía llegó a tener varias docenas de estos automóviles, que aparecían en desfiles y otros actos públicos.

## Productos derivados
En el 2008, la empresa lanzó una bebida energizante llamada «Moxie Energy Drink», la cual estaba hecha a base de cítricos, pero carecía del sabor a raíz de genciana. Esta bebida ya no está bajo producción. Además, lanzó una línea de agua carbonatada con el nombre «Olde New England Seltzers». Aunque ambos productos llevaban el nombre Moxie, su perfil de sabor y su marca eran bastante distintos de los de la bebida Moxie original.
También existe un helado hecho con Moxie que está disponible por temporadas y en cantidades limitadas.
Hay chefs que han utilizado Moxie como ingrediente en sus recetas gracias a su perfil de sabor herbáceo y entre salado y dulce. Suele utilizarse en reducciones como glaseado para carnes como el cordero, así como en baked beans. 

## Moxiecomo término coloquial
- Wikcionario  tiene un artículo sobre moxie.

En sus principios, los anuncios publicitarios de la bebida Moxie indicaban que esta era un «alimento para los nervios» que «fortalecía el sistema nervioso» y era «muy saludable», así como una «bebida para deportistas» que «fortalece y vigoriza». El término moxie, que proviene del nombre de la bebida, tiene el significado aproximado de «energía, determinación, osadía, valor temerario, audacia, espíritu, agallas». Este término ha existido desde la década de 1930, aproximadamente, y se ha seguido usando, hasta cierto punto, hasta principios del siglo XXI.